# Anthiphula
Anthiphula is een geslacht van kevers uit de familie bladkevers (Chrysomelidae).
De wetenschappelijke naam van het geslacht werd in 1892 gepubliceerd door Martin Jacoby.

## Soorten
- Anthiphula modesta (Jacoby, 1896)
- Anthiphula semifulva Jacoby, 1892